# Système de gestion national des zones de nature sauvage

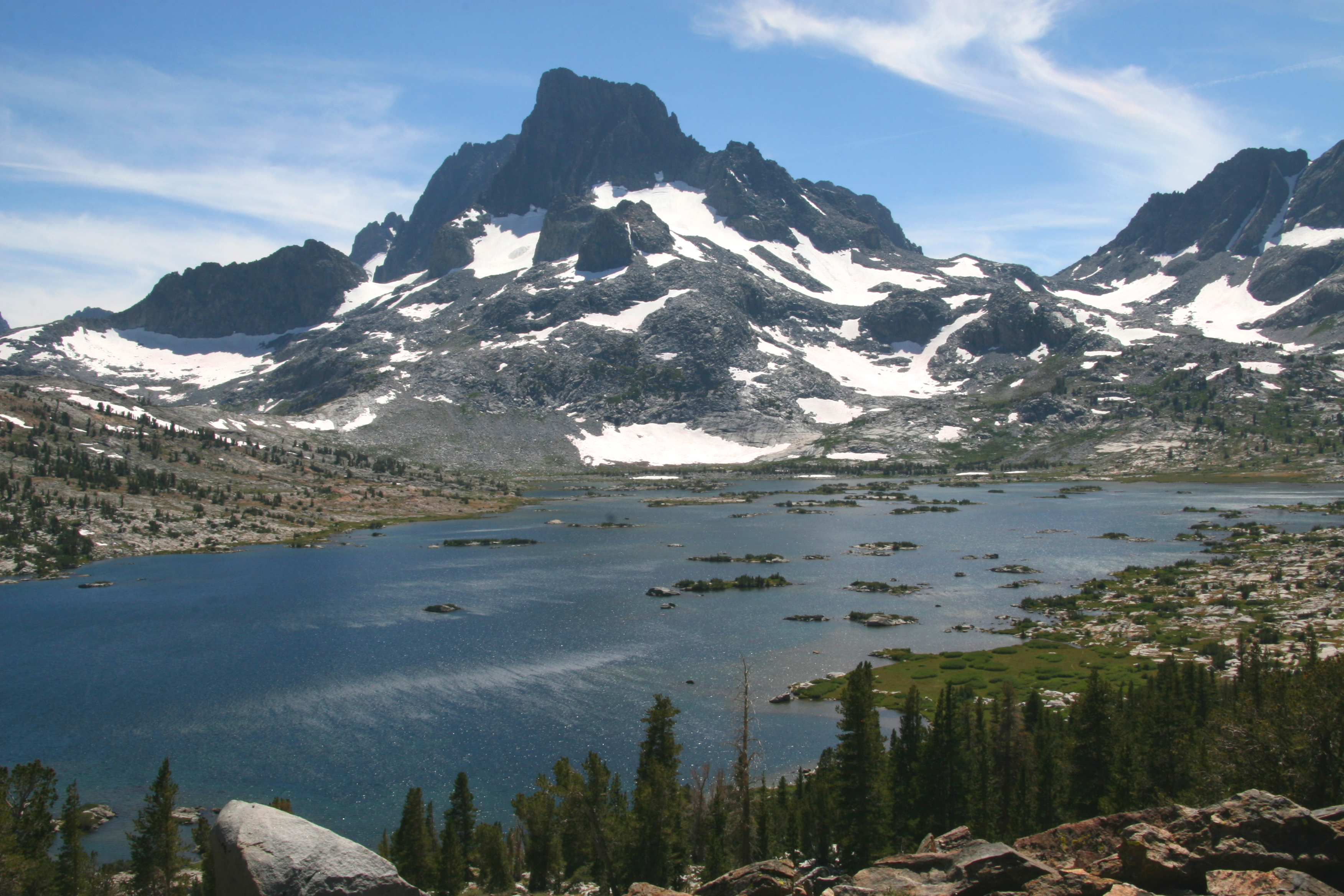
La législation sur les aires sauvages (Wilderness Act) permet de préserver des zones naturelles de grandes richesses comme dans l'Ansel Adams Wilderness.

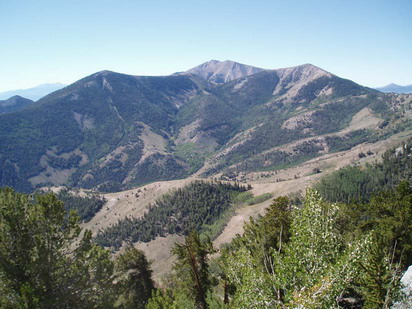
High Schells Wilderness dans le Nevada.

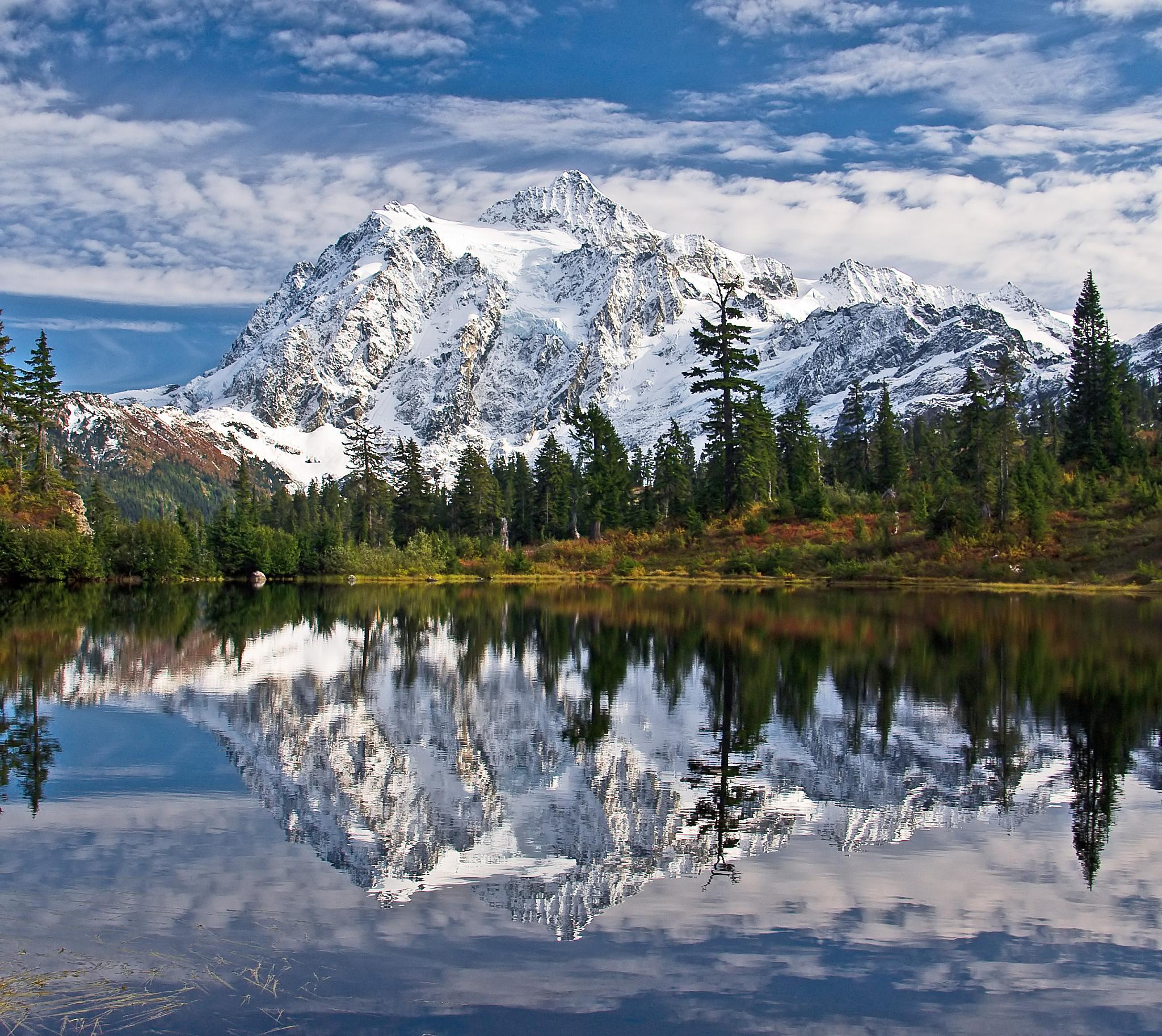
Mont Shuksan dans le parc national des North Cascades (Stephen Mather Wilderness).

Le Système de gestion national des zones de nature sauvage (ou National Wilderness Preservation System en anglais) est le système mis en place par les États-Unis pour gérer les zones de nature sauvage, catégorie d'aire protégée du pays.

## Histoire
Le système est créé le 3 septembre 1964 lorsque le président Lyndon B. Johnson donne son accord et signe la loi Wilderness Act (loi publique 88-577). Ce système est à l'origine de la création de centaines de zones sauvages (wilderness areas en anglais) à l'intérieur de terrains possédés par le gouvernement fédéral. Cela représentait à l'époque 36 000 km2 au total. En août 2008, il existait 704 zones sauvages protégées pour une superficie totale de près de 435 100 km2. 
Le 30 mars 2009, le président américain Barack Obama signe une nouvelle loi (Omnibus Public Land Management Act of 2009) qui vise à augmenter la superficie totale de zones sauvages. Il s'agit de la plus grande extension en 25 ans ce qui monte le nombre de zones sauvages à 756.
Des zones sauvages sont présentes dans presque tous les États américains sauf au Connecticut, au Delaware, en Iowa, au Kansas, au Maryland et à Rhode Island. La plus grande zone sauvage continue dans le pays se trouve en Alaska Il s'agit du complexe créé par la Noatak Wilderness et la Gates of the Arctic Wilderness qui totalisent ensemble 51 570 km2 (plus d'une fois et demi la taille de la Belgique). Hors Alaska, la plus grande zone est le Parc national de la vallée de la Mort en Californie.

## Législation
Le Congrès américain, selon la loi de 1964, peut créer une nouvelle zone sauvage uniquement sur les terres appartenant au fédéral. Ces zones sont alors soumises à une législation particulière concernant les activités que l'on peut y réaliser. Les activités humaines sont par exemple limitées aux activités non motorisées (randonnées, chasse, pêche, équitation,…) ou à la recherche scientifique. En général, la législation interdit l'exploitation forestière et minière, la construction de routes et toute forme de construction humaine. Des exceptions dans la loi existent pour l'Alaska. Il y est en effet autorisé d'utiliser des équipements motorisés et d'y construire des constructions en bois. Ces exceptions s'expliquent par le grand nombre de réserves dans cet état et par la nécessité des populations locales (notamment amérindiennes) de pouvoir survivre dans la région. Selon la classification  UICN, ces zones sauvages sont placées dans les catégories Ib ou parfois Ia.
Plusieurs agences fédérales peuvent gérer ces zones sauvages, il s'agit  du Bureau of Land Management, du Service des forêts des États-Unis, du National Park Service et de l'United States Fish and Wildlife Service. En général, les zones sauvages sont localisées à l'intérieur d'autres entités appartenant déjà au gouvernement fédéral comme des parcs nationaux, des forêts nationales ou des wildlife refuges.